# Shimen (köpinghuvudort i Kina, Jilin Sheng, lat 43,03, long 129,02)
Shimen är en köpinghuvudort i Kina. Den ligger i provinsen Jilin, i den nordöstra delen av landet, omkring 320 kilometer öster om provinshuvudstaden Changchun. Antalet invånare är 8 521. Befolkningen består av 4 171 kvinnor och 4 350 män. Barn under 15 år utgör 5,0 %, vuxna 15-64 år 81 %, och äldre över 65 år 12,0 %.
Runt Shimen är det ganska tätbefolkat, med 67 invånare per kvadratkilometer. Närmaste större samhälle är Mingyue, 11,2 km nordväst om Shimen. I omgivningarna runt Shimen växer i huvudsak lövfällande lövskog.
Genomsnittlig årsnederbörd är 952 millimeter. Den regnigaste månaden är juli, med i genomsnitt 235 mm nederbörd, och den torraste är januari, med 7 mm nederbörd.